# Islands universitet

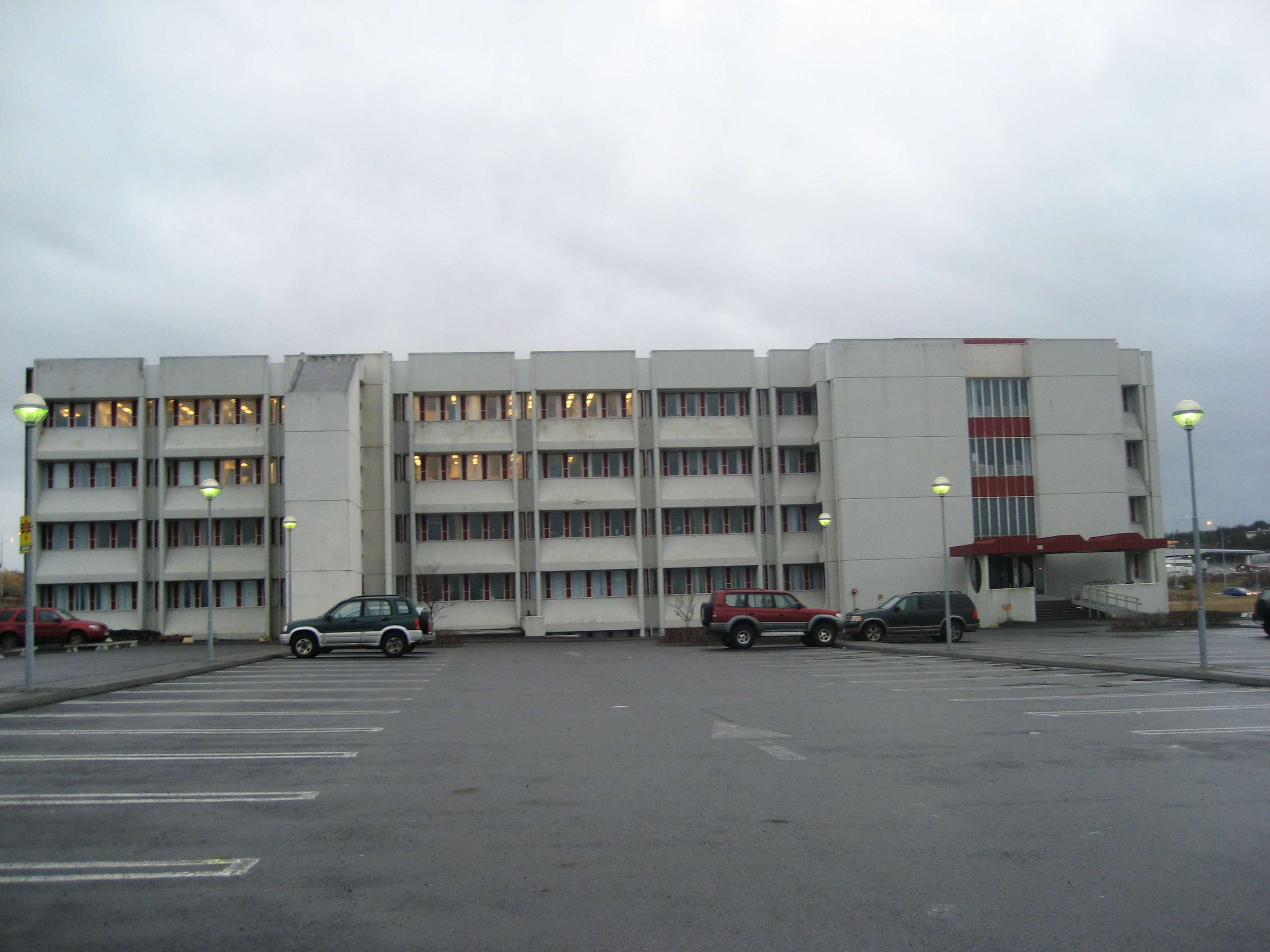
Læknagarður, med den medicinska fakulteten.

Islands universitet (isländska: Háskóli Íslands, latin: Universitas Islandiæ) är ett universitet på Island beläget i huvudstaden Reykjavík. Skolans rektor sedan 2015 är Jón Atli Benediktsson.
Universitetet grundades år 1911 och hade 45 studenter det första året. Idag har universitetet cirka 8 000 studenter fördelat på 25 fakulteter fördelade på fem områden. Dessutom finns fristående kurser. Under skolans första 29 år bedrevs verksamheten i det isländska alltingets lokaler, beläget i centrala Reykjavík, men sedan 1940 har skolan egna lokaler.
Med skolans 423 anställda lärare, de omkring 1 800 övriga lärarna och de 281 forskarna, som arbetar delvis eller helt vid universitetet, är detta Islands största arbetsgivare. Huvudbyggnaden heter Aðalbygging och ligger på Suðurgata där universitetets flesta byggnader ligger. Den svenska lektorn vid Islands universitet, liksom övriga nordiska lektorer, har sitt kontor i Nordens hus, som också det ligger på universitetsområdet.
Universitetet erbjuder 60 forskningsämnen där de populäraste är historia (gammalisländsk är populärast), litteratur (sagolitteratur), och geografi (där vulkanologi, glaciologi, seismologi och geotermik är de populäraste).

## Områden och fakulteter
- Samhällsområdet
  - Fakulteten för samhälle och filologi
  - Fakulteten för socialt arbete
  - Nationalekonomiska fakulteten
  - Juridiska fakulteten
  - Statsvetenskapliga fakulteten
  - Fakulteten för handel
- Hälsoområdet
  - Fakulteten för omvårdnad
  - Farmaceutiska fakulteten
  - Medicinska fakulteten
  - Fakulteten för livsmedels- och näringskunskap
  - Psykologiska fakulteten
  - Odontologiska fakulteten
- Humanistiska området
  - Fakulteten för utländska språk, litteratur och lingvistik
  - Teologiska fakulteten
  - Fakulteten för isländska språket och kulturen
  - Fakulteten för historia och filosofi
- Utbildningsområdet
  - Fakulteten för lärarutbildning
  - Pedagogiska fakulteten
  - Fakulteten för idrott, fritid och speciallärare
- Teknik- och naturvetenskapområdet
  - Fakulteten för industri-, maskin- och datateknik
  - Geologiska fakulteten
  - Fakulteten för biologi och miljö
  - Fakulteten för el- och datateknik
  - Fakulteten för allmänna vetenskaper (fysik, kemi, matematik m.m.)
  - Fakulteten för miljö och byggteknik
- Andra utbildningar
  - Folkhälsoutbildning
  - Miljö och naturtillgångar
  - Nordiskt mastersprogram i gerontologi
  - Hälsoinformation